# Santa Eulàlia de Ronçana
Santa Eulàlia de Ronçana est une commune de la province de Barcelone, en Catalogne, en Espagne, de la comarque du Vallès Oriental.